# Neville (Canada)
Neville is een plaats (village) in de Canadese provincie Saskatchewan en telt 70 inwoners (2001).